# Carex insignis
Espèce
Classification phylogénétique
Carex insignis est une espèce de plantes du genre Carex et de la famille des Cyperaceae.